# Jorge Martín Montenegro
Pour les articles homonymes, voir Monténégro (homonymie).
Montenegro  Adaro est un nom espagnol. Le premier nom de famille, en général paternel, est Montenegro ; le second, en général maternel, souvent omis, est Adaro.
Jorge Martín Montenegro Adaro (né le 7 mai 1983, à Mar del Plata et mort le 25 novembre 2023) est un coureur cycliste argentin, naturalisé espagnol.

## Biographie
Naturalisé espagnol, il vit depuis de nombreuses années à Almería.
En 2009, il se joint à l'équipe cycliste Andalucía-Cajasur en tant que stagiaire. Puis en 2010, il y devient coureur professionnel.
Il n'est pas conservé en 2011.
En juin 2016, il devient champion d'Espagne élite, en terminant quinzième de la course remportée par José Joaquín Rojas, qui le consacrait champion d'Espagne élite UCI. Le 15 juillet, il est contrôlé positif à l'éphédrine lors du Tour de Zamora. L'UCI annonce en février 2017 que le coureur est sanctionné jusqu'en juillet de la même année. Son club annonce dans un communiqué officiel se séparer du coureur. Ce dernier assume l'entière responsabilité de ce qu'il considère comme une erreur. Selon lui, le contrôle aurait été déclaré positif, après l'utilisation d'une crème pour soigner des furoncles. 
En 2010, il s'était mis en évidence en prenant part à plusieurs échappées durant le Tour d'Espagne. Après être passé dans l'équipe lusitanienne Louletano-Dunas Douradas, Montenegro avait fait partie d'équipes amateurs comme « Soctec Construcciones » et « Asysa Conor WRC ». Il était venu renforcer le Club Ciclista Padronés, lors de la seconde moitié de la saison 2015.
Il meurt soudainement à son domicile le 25 novembre 2023 dans sa quarante et unième année.

## Palmarès
| - 2004 - 3e du championnat d'Argentine sur route espoirs - 2005 - Champion d'Argentine sur route espoirs - 4e étape de la Semaine aragonaise - Médaillé de bronze du championnat panaméricain sur route espoirs - 2006 - 1e et 3e étapes du Tour de Carthagène - 2e de la Volta del Llagostí - 3e du Mémorial Rodríguez Inguanzo - 3e de l'Adziondo Klasica - 2008 - 4e étape du Tour de Tarragone - 2e étape du Tour de León - 2009 - Coupe d'Espagne de cyclisme - Santikutz Klasika - 5e étape du Tour de Salamanque - Clásica de Pascua - Adziondo Klasica - 2e du Circuito Guadiana - 2e du Mémorial Valenciaga - 2e du Mémorial Rodriguez Inguanzo - 3e du Tour d'Ávila - 2011 - Vainqueur du Torneo Euskaldun - Circuito de Pascuas - Laudio Saria - Trophée Eusebio Vélez - Lazkaoko Proba - 5e étape du Tour d'Estrémadure - Goierriko Itzulia - Dorletako Ama Saria - Trofeo San Antonio - 2e étape du Tour de Cantabrie - 2e du Zumaiako Saria - 2e du Tour de Castellón - 2e du Premio San Pedro - 2e de la Leintz Bailarari Itzulia - 2012 - 1re étape du Tour de l'Alentejo - 3e étape du Tour des Terres de Santa Maria da Feira - 2e étape du Grand Prix Liberty Seguros - 2e du Trophée Iberdrola - 2e du Tour de La Corogne - 3e du Trofeo Ayuntamiento de Zamora - 3e du Grand Prix de Mortágua - 2013 - Circuito do Restaurante Alpendre - Circuito de São Bernardo - 2e du Grand Prix Abimota - 3e du Mémorial Bruno Neves | - 2015 - 3e étape du Tour de Tolède - Tour de Carcabuey - 2e de la Subida Comarca de Polopos - 2e du Tour de Galice - 2016 - Champion d'Espagne "élites" - Trophée Iberdrola - 3e de la Volta á Maia - 3e du Tour des Terres de Santa Maria da Feira - 3e du championnat d'Andalousie du contre-la-montre - 3e du championnat d'Andalousie sur route - 2017 - Trofeo Virgen de Palomares - Criterium Ciudad de Roquetas - 2e du Trofeo Santa María Magdalena - 2e de la Volta al Montsiá - 2e de la Clásica del Bajo Andarax - 2018 - Tour d'Almería : - Classement général - 3e étape - 2e de la Clásica del Bajo Andarax - 3e du Tour de La Corogne - 3e du Tour de Tenerife - 2019 - Clásica del Bajo Andarax - 2e étape du Tour de Galice - 2e du Trofeo Ascensión de Santiago - 2e de la Coupe de Galice - 3e du Gran Premio Villa de Mojados - 3e du Trofeo San José - 3e du Tour de Ségovie - 3e du championnat d'Espagne "élites" - 3e du Mémorial Santisteban - 2020 - 1re étape du Tour de Guadalentín - Criterium Ciudad de Almería - 2e du Trofeo Ayuntamiento de Zamora - 3e du Tour de Guadalentín - 2021 - 3e du Gran Premio Poncemur - 2023 - 2e du Tour d'Almería |  |

## Résultats sur les grands tours

### Tour d'Espagne
1 participation
- 2010 : 150e

## Classements mondiaux
| Année           | 2006   | 2007 | 2008 | 2009 | 2010 | 2011 | 2012 | 2013 | 2014 |
| --------------- | ------ | ---- | ---- | ---- | ---- | ---- | ---- | ---- | ---- |
| UCI Europe Tour | 1 093e | 585e | 903e | 798e | 429e |      | 760e | 758e | 589e |